# Estadio Hermanos Antuña
El estadio Hermanos Antuña es un estadio donde se practica el fútbol y atletismo situado en la villa de Mieres, en Asturias, España. Inaugurado el 16 de septiembre de 1951 bajo el nombre de Nuevo Estadio del Batán, en el año 1964 cambió su nombre por el de Hermanos Antuña, en homenaje a los hermanos Joaquín y Ramón Antuña, que ejercieron una destacada labor impulsora en los primeros años del club, siendo Ramón Antuña presidente de la entidad deportiva durante veintinueve años. El estadio es de propiedad municipal, el terreno de juego es de césped artificial, tiene una pista de atletismo y las gradas tienen capacidad para albergar a 2940 espectadores.
Para la temporada 2012–2013 se instalaron dos gradas supletorias en los fondos con motivo de la disputa de la Promoción de ascenso a Segunda División que esa temporada disputó el Caudal Deportivo, lo que dejó un aforo cercano a los 4000 espectadores.